# Epson PX-8
Der Epson PX-8 war ein Laptop-Computer der Firma Epson, der im Jahre 1984 auf den Markt kam. Der Rechner war mit einem kleinen LCD ausgestattet, der in acht Zeilen jeweils 80 Zeichen darstellen konnte.
Das Betriebssystem des Epson war das damals noch weitläufig verbreitete CP/M (in der Version 2.2). Daneben bot der Rechner im ROM die Programmiersprache BASIC an.
Der Rechner wurde als portabler Business-Computer verkauft, der mit seinen auf jeweils einem ROM abgespeicherten Programmen, wie Textverarbeitung (WordStar), Tabellenkalkulation (Portable Calc) und Terminverwaltung (Portable Scheduler) Geschäftsleuten ein entsprechendes Arbeitsgerät bot.

## Technische Eigenschaften
- CPU: Toshiba TMPZ84C00P-3 (CMOS Z80), 2,45 MHz, Hitachi 6303 I/O-Prozessor (Motorola 6800-Familie)
- RAM: 64 kB
- ROM: 32 kB
- Speicher: eingebaute Mikrocassette, optionales externes 3,5"-Floppy-Laufwerk
- Video: LCD, 480 × 64 Pixel
- Schnittstellen: RS-232, proprietärer serieller Bus